# Puricythereis
Puricythereis is een geslacht van kreeftachtigen uit de klasse van de Ostracoda (mosselkreeftjes).

## Soorten
- Puricythereis exquisita (Bate & Sheppard, 1980) Jellinek, 1993
- Puricythereis papilio Bonaduce, Masoli & Pugliese, 1976